# Pierre d'Estaing
Pierre d'Estaing, O.S.B. (década de 1320 - 1377) foi um clérigo beneditino francês do século XIV, arcebispo, depois cardeal e camerlengo da Igreja Católica.

## Biografia
Pierre nasceu no castelo d'Estaing, perto de Espalion, diocese de Rodez. Quarto dos nove filhos de Guillaume III d'Estaing e Esmengarde de Peyre. Seu sobrenome também é listado como Stanno, Stagno e d'Estain. Parente do Papa Urbano V.
Entrou na Ordem de São Bento no mosteiro de Sainte-Foy de Conques; professou no mosteiro de Saint-Victor de Marseille em 13 de outubro de 1341. Obteve um doutorado em direito. Foi prior do mosteiro de Saint-Geniés-d'Oit, diocese de Rodez; professor de direito na Universidade de Montpellier; procurador e prior do mosteiro de Sainte-Foy de Columbiers, diocese de Meaux, com dispensa de residência; prior do mosteiro de Canourgue, diocese de Mende.
Eleito bispo de Saint-Flour em 19 de novembro de 1361, durante o pontificado do Papa Inocêncio VI. Fundou o capítulo de Notre-Dame de Villedieu. Urbano V o promoveu à sé metropolitana de Bourges em 2 de abril de 1368.
Criado cardeal-presbítero de S. Maria em Trastevere no consistório de 7 de junho de 1370; ao mesmo tempo, foi nomeado camerlengo da Santa Igreja Romana. Não participou do conclave de 1370, que elegeu o Papa Gregório XI, porque ele estava na Itália. Administrador da sé de Ferrara em 1372; e novamente em 1373. Promovido a ordem dos cardeais-bispos e a sé suburbicária de Óstia e Velletri, em 28 de setembro de 1373. Legado na Itália, com residência em Bolonha, de julho de 1371 até março de 1374.
Cardeal d'Estaing faleceu em 18 (ou 25) de novembro de 1377, no palácio de S. Maria em Trastevere, Roma, e foi enterrado na igreja de S. Maria em Trastevere.